# Pierre Mari
Pour les articles homonymes, voir Mari.
Pierre Mari est un écrivain français né à Mostaganem (Algérie) le 19 décembre 1956.

## Biographie
Normalien, agrégé de lettres modernes, il a enseigné la littérature de la Renaissance à l’École normale supérieure de Saint-Cloud, avant de quitter la voie universitaire et d’animer des séminaires dans des entreprises. Il déclare dans Le Côté du monde, un petit livre d’entretiens avec Jean Sur : « Je n’aurais pas su entretenir la flamme rhétorique qui permet d’aborder pour la énième fois avec des étudiants un cours sur Rabelais, Montaigne ou Du Bellay : les plus grands textes m’ennuient à mourir dès qu’ils font l’objet d’un discours encadré ou commandé par une institution ». Il a rédigé de nombreuses notices dans le Dictionnaire des œuvres littéraires de langue française publié chez Bordas en 1994.
Le premier roman de Pierre Mari, Résolution, situé dans une entreprise imaginaire, a été salué comme une démystification de la phraséologie du management, un récit kafkaïen qui démonte sans concession les illusions et les faux-semblants de l’entreprise post-industrielle.
Les Grands Jours, qui raconte le début de la bataille de Verdun et évoque la figure du colonel Driant, a reçu en juin 2013 le Prix littéraire de l'Armée de terre.
En pays défait se présente, selon le mot de l'éditeur, comme "une lettre ouverte adressée aux élites françaises", qui "dénonce la démission collective dont elles se rendent coupables depuis une trentaine d'années, faute d'entretenir le lien si précieux à notre Histoire, à notre langue, à notre substance nourricière".